# Stefan Selaković
Stefan Selaković (né le 9 janvier 1977 à Varberg en Suède) est un ancien footballeur international suédois d'origine serbe.

## Biographie
Il a joué pour le club néerlandais du SC Heerenveen, et en Suède au Halmstads BK, au Varbergs GIF et à l'IFK Göteborg, ainsi qu'en international avec l'équipe de Suède.
Après avoir évolué au Varbergs GIF, il rejoint Halmstads BK et remporte l'Allsvenskan en 2000, club avec qui il sera également meilleur buteur du championnat en 2001. Il ira ensuite aux Pays-Bas au SC Heerenveen, et rentrera en Suède en 2005 pour jouer pour l'IFK Göteborg. N'ayant pas réussi à se mettre d'accord pour une prolongation de contrat, il quitte le club début novembre 2012.

## Palmarès
Halmstads BK
- Championnat de Suède
  - Champion (2) : 1997, 2000

 IFK Göteborg
- Championnat de Suède
  - Champion (1) : 2007
- Coupe de Suède
  - Vainqueur (1) : 2008
- Supercoupe de Suède
  - Vainqueur (1) : 2008

### Distinctions personnelles
- Meilleur buteur du championnat de Suède : 2001